# Rob McConnell

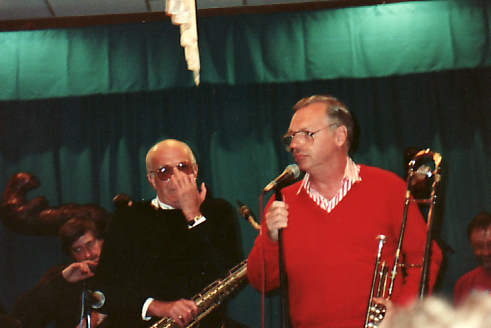
Fraser MacPherson und Rob McConnell 1989. Photo courtesy of the Fraser MacPherson estate

Rob McConnell (eigentlich Robert Murray Gordon McConnell, * 14. Februar 1935 in London, Ontario; † 1. Mai 2010 ebenda) war ein kanadischer Jazz-Posaunist, Komponist, Arrangeur, Bandleader und Lehrer.

## Leben und Wirken
Rob McConnell lernte das Spiel auf der Ventil-Posaune auf der Highschool und begann Anfang der 1950er Jahre seine Karriere als Berufsmusiker in kanadischen Tanzbands, u. a. bei Don Thompson, Bobby Gimby, später in der Big Band von Maynard Ferguson. Von 1965 an spielte er in der Formation Nimmons’n’Nine Plus Six des Arrangeurs und Klarinettisten Phil Nimmons. 1968 gründete er seine Bigband The Boss Brass, mit der er während der 1970er und 1980er Jahre arbeitete, u. a. mit der Vokalgruppe The Singers Unlimited (1979).
Die Band formierte McConnell aus Torontoer Studiomusikern. Die Instrumentierung der 16-köpfigen Bigband bestand aus Trompeten, Posaunen, Waldhörnern, einer rhythm section, hatte jedoch keine Saxophone. Erst 1970 führte McConnell eine Saxophone section ein und erweiterte die Band auf 22 Mitglieder. Im Laufe der Jahre entwickelt sich Rob McConnell & The Boss Brass zu einer der populärsten Jazzensembles Kanadas, das eine Reihe von Alben für Concord Jazz und weitere Label aufnahm. Mitglieder waren u. a. Ed Bickert, Moe Koffman, Brian Barlow und Ludwig Nuss. 1986 spielte die Bigband mit Mel Tormé ein Concord-Album ein.
1988 nahm McConnell eine Lehrtätigkeit an der Dick Grove School of Music in Kalifornien an, kehrte jedoch schon ein Jahr später nach Kanada zurück. 1997 wurde McConnell in die Canadian Music Hall of Fame aufgenommen; 1998 erhielt er die Auszeichnung Officer of the Order of Canada.
In den 2000er Jahren arbeitete Rob McConnell mit einem Tentett mit Terry Clarke, mit dem er drei Alben einspielte.

## Auszeichnungen
McConnell wurde mehrmals mit dem Grammy ausgezeichnet:
- 1984 für die Beste Jazz-Instrumentaldarbietung, Big Band (Best Jazz Instrumental Performance, Big Band) für All in Good Time von Rob McConnell & the Boss Brass;
- 1993 in der Kategorie Bestes Instrumentalarrangement (Best Arrangement On An Instrumental): für „Strike Up the Band“ von Rob McConnell & the Boss Brass (Arrangeur: Rob McConnell)
- 1996 in der Kategorie Bestes Instrumentalarrangement mit Gesangsbegleitung (Best Instrumental Arrangement Accompanying Vocal(s)): für „I Get a Kick Out of You“ von Mel Tormé mit Rob McConnell & the Boss Brass (Arrangeur: Rob McConnell)

## Diskographische Hinweise
- The Boss Brass (1968)
- The Jazz Album (Pausa, 1976)
- Tribute (Pausa, 1980)
- Our 25th Year (Concord Jazz, 1993)
- Even Canadians Get the Blues (Concord, 1996)
- Music of the Twenties (2003)